# Rudy Sarzo
Rodolfo Maximiliano Sarzo Lavieille Gran Ruiz Payret y Chaumont, més conegut com a Rudy Sarzo, (l'Havana, 18 de novembre de 1950) és un baixista cubano-estatunidenc de rock dur i heavy metal. Sarzo ha actuat amb artistes com Quiet Riot, Ozzy Osbourne, Whitesnake, Manic Eden o Blue Öyster Cult. Emigrà als Estats Units en 1961. Des de març 1981 a setembre 1982, Sarzo va saltar a la fama com baixista amb Black Sabbath. Va ser reclutat per recomanació del guitarrista d'Ozzy Randy Rhoads, que havia tocat prèviament amb Sarzo a Quiet Riot. Es va reincorporar a Quiet Riot enmig de la gravació de Metal Health, que passaria a convertir-se en un èxit multi-platí. Sarzo va ser membre de Quiet Riot durant el temps que la banda va tenir més èxit, i va aparèixer en nombroses vegades a MTV vídeos i va ser elegit el 1983 el baixista superior pels lectors de Circ revista. Sarzo es va quedar amb Quiet Riot des de setembre 1982 fins a gener de 1985.
Després de sortir de Quiet Riot, Sarzo va formar M.A.R.S. amb l'ex company de banda d'Ozzy Osbourne Tommy Aldridge, que Sarzo va mantenir una estreta amistat amb ell. Des d'abril de 1987 a setembre de 1994 tant Sarzo i Aldridge van ser els membres de Whitesnake.
Sarzo es reintegraria a Quiet Riot en múltiples ocasions, i gravant discos amb ells durant el 1999 i el 2001. Al febrer de 2004, es va unir a Yngwie Malmsteen's Rising Force. Després es va unir a Dio a finals de 2004.
El 2006, va escriure un llibre, Off The Rails, que narra la història del seu temps a Ozzy Osbourne, i se centra principalment en les memòries del guitarrista Randy Rhoads, un amic proper que va morir en un accident d'avió. El 2007, va reemplaçar a Richie Castellano com el baixista de Blue Öyster Cult.
Des del 2009, participa en el "Rock 'n' Roll Fantasy campament", un esdeveniment musical interactiu que es desenrotlla a diverses ciutats dels Estats Units, d'Anglaterra i a l'Atlantis Resort a les Bahames.